# إليز هال
إليز هال (بالإنجليزية: Elisa Hall)‏ هي راعية الفنون أمريكية، ولدت في 15 أبريل 1853 في باريس في فرنسا، وتوفيت في 27 نوفمبر 1924 في بوسطن في الولايات المتحدة.